# Auguste Duméril
Auguste Henri André Duméril (Parijs, 30 november 1812 - aldaar, 12 november 1870) was een Frans arts en zoöloog. Hij was vanaf 1857 professor in de herpetologie en ichtyologie aan het Muséum national d'histoire naturelle in Parijs.
Auguste Duméril trad in de voetsporen van zijn vader André Marie Constant Duméril. Hij studeerde medicijnen aan de universiteit van Parijs en promoveerde er in 1843 tot doctor in de wetenschappen. In het jaar daarop werd hij aan de universiteit aangesteld als assistent van de professor in vergelijkende fysiologie. In 1848 werd hij assistent van zijn vader aan het Muséum national d'histoire naturelle, en hielp hem met het beschrijven van alle bekende reptielensoorten in diens Erpétologie générale. In 1857 werd hij zelf professor aan het museum.
Auguste Duméril schreef verder onder meer een tweedelige bijdrage in de "Suites à Buffon" over vissen: Histoire naturelle des poissons; ou, Ichthyologie générale (1865-70).
Duméril stierf na een lange ziekte in het door Duitse troepen belegerde Parijs. In zijn laatste levensjaar publiceerde hij het eerste deel van zijn belangrijkste werk op het gebied van herpetologie, het omvangrijke Études sur les reptiles et les batraciens van de Mission scientifique au Mexique dans l'Amérique Centrale (1870-1909); deze expeditie was uitgevoerd onder leiding van Marie Firmin Bocourt. Duméril stierf vooraleer hij het werk kon voltooien. Bocourt vervolledigde het met de hulp van Léon Vaillant, François Mocquard en Fernand Angel.